# Stazione di Genova Brignole
La stazione di Genova Brignole è una stazione ferroviaria della città di Genova, una delle due stazioni ferroviarie principali della città insieme a Genova Piazza Principe. Si trova in Piazza Verdi, nelle immediate adiacenze del centro città, alle falde del colle di Montesano.

## Storia

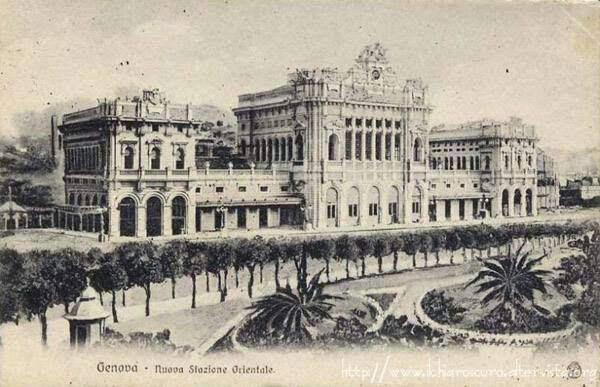
La Stazione Brignole nel 1905, appena completati i lavori dell'edificio

La primitiva stazione fu realizzata in un'area ottenuta dal parziale sbancamento della collina retrostante in un'area che si affacciava su Piazza Brignole (da cui il nome); dotata di un modesto fabbricato viaggiatori in legno, venne inaugurata il 23 novembre 1868.
L'idea di trasformare tale impianto nel secondo scalo ferroviario nella città di Genova si concretizzò in occasione dell'Esposizione mondiale del 1905; gli impianti ferroviari furono spostati qualche centinaio di metri ad est, verso il torrente Bisagno. Per alloggiare i numerosi servizi venne previsto un nuovo monumentale edificio, che si sarebbe affacciato sulla nuova Piazza Verdi, il cui progetto, presentato nel 1902 dall'ingegnere Giovanni Ottino, prevedeva un fabbricato sviluppato per una lunghezza di 105 m, articolato in altezza in tre corpi di fabbrica composti secondo un asse di simmetria centrale.
Il fabbricato fu completato nel 1905: l'architettura riprende i motivi romantici della "rinascenza" di scuola francese, arricchita da ampi motivi decorativi. Le lesene, gli stipiti e le cornici fino al primo piano sono in granito bianco. La facciata in stile romano, prospiciente Piazza Verdi, è decorata con stucchi e pietre delle cave di Montorfano, sul Lago Maggiore; le pareti delle sale interne sono decorate da pregevoli affreschi di De Servi, Berroggio e Grifo. Il corpo centrale della facciata è dominato da un grande corpo scultoreo riportante lo stemma cittadino, con statue di grifoni e scudo policromo a croce rossa su campo bianco, sormontato da una corona sulla quale è posto il capo bifronte del dio romano Giano; fra gli altri fregi, al livello del sottostante orologio, ad oriente, a bassorilievo lo stemma di Roma ed a destra quello di Torino.

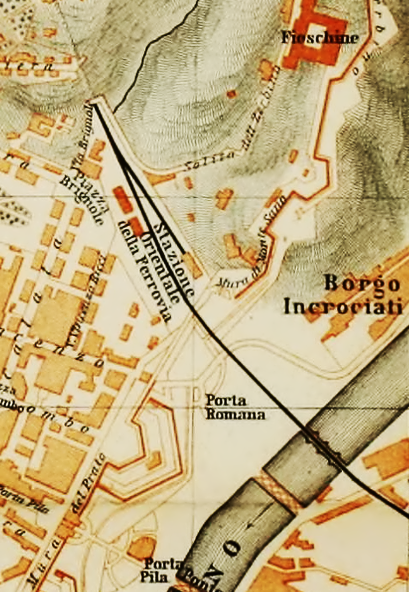
La zona di Brignole, tratta da una mappa di Genova presente nella settima edizione della guida per viaggiatori Italy, handbook for travellers, pubblicata nel 1886
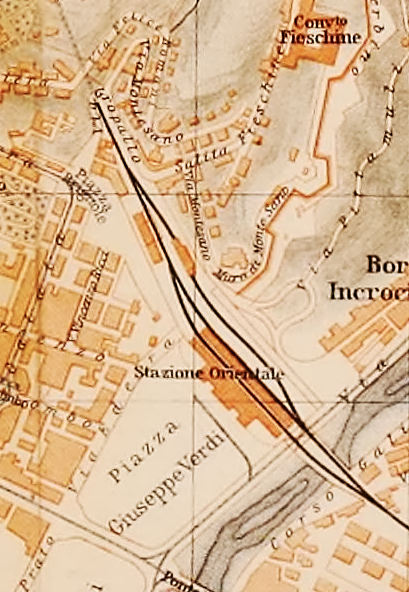
La stessa zona, tratta dalla tredicesima edizione della guida, pubblicata nel 1906[2], la stazione è nell'attuale posizione adiacente al letto del Bisagno.

## Strutture e impianti

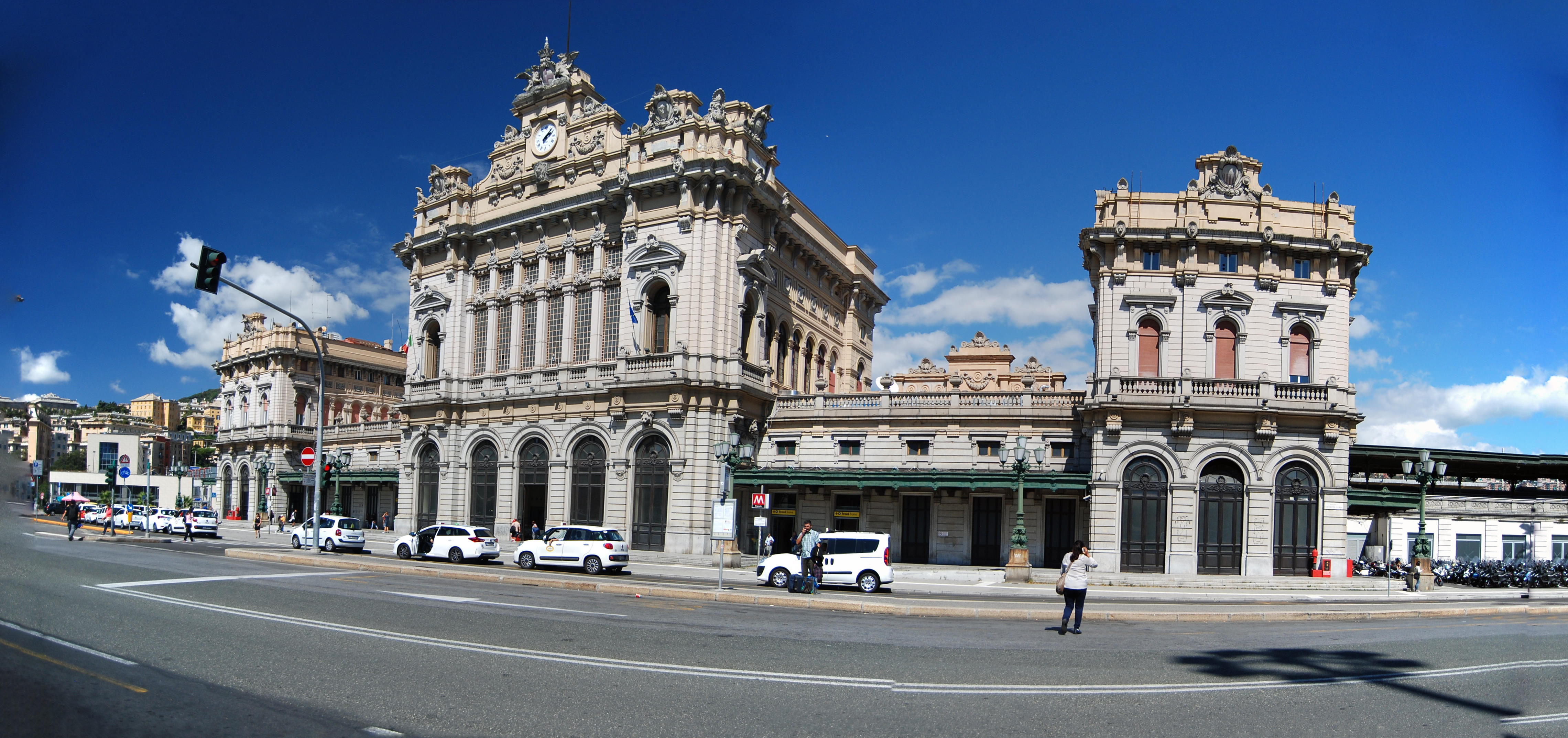
Il fabbricato viaggiatori visto da Piazza Verdi

La stazione Brignole funge attualmente da stazione di termine corsa di servizi diretti a Genova, sia regionali (treni da Alessandria/Arquata Scrivia/Busalla e da Acqui Terme) che a lunga percorrenza (servizi a medio raggio da Milano e Torino), pur essendo interessata da un intenso traffico passante.
La stazione possiede 12 binari, di cui uno tronco e undici passanti, numerati da 1 a 11; i binari 4 e 7 non sono serviti da marciapiede .
Allo stato attuale, la stazione si articola su più livelli: 
- piano sotterraneo: occupato dalla centrale termica, da magazzini e cantine a servizio del ristorante e degli alloggi;
- livello stradale: costituito dal Fabbricato Viaggiatori e sede della biglietteria, di attività commerciali, di strutture e uffici di FS e che ospita i marciapiedi di stazione ed il mezzanino della metropolitana;
- piano rialzato: sede dei binari, occupato da attività di ristorazione, sala d'attesa, uffici e locali di servizio;
- piani superiori: sede di uffici FS e alloggi.

## Servizi
La stazione dispone di:
- Biglietteria a sportello
- Biglietteria automatica
- Sala d'attesa
- Servizi igienici (a pagamento)
- Posto di Polizia ferroviaria
- Ufficio informazioni
- Sottopassaggi
- Accessibilità e assistenza per portatori di handicap
- Ascensori
- Distributori automatici di snack e bevande
- Ristorante
- Bar
- Negozi

## Interscambi
- Fermata metropolitana (Brignole)
- Fermata autobus
- Stazione taxi

## Galleria d'immagini

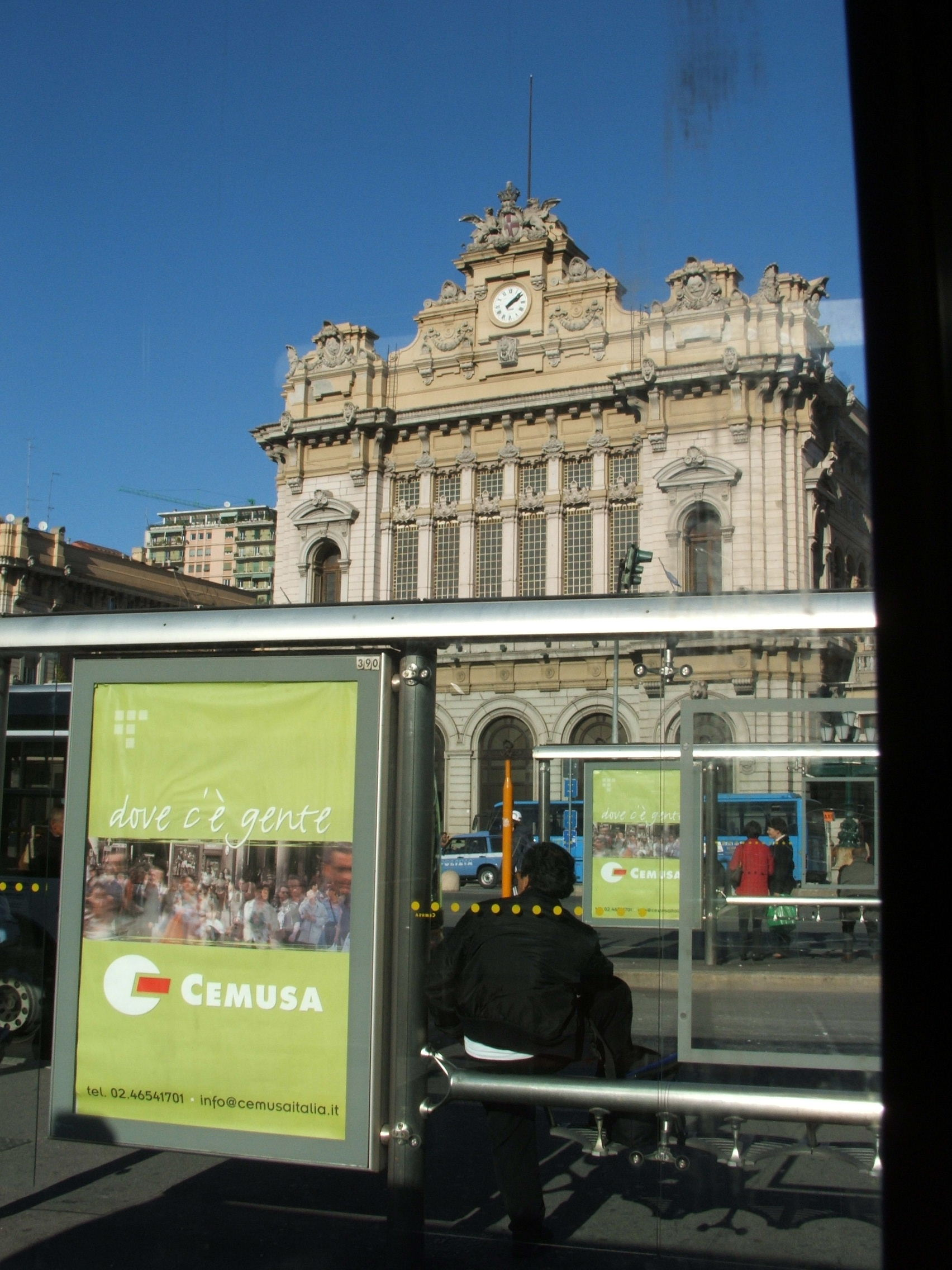
Prospetto principale della stazione
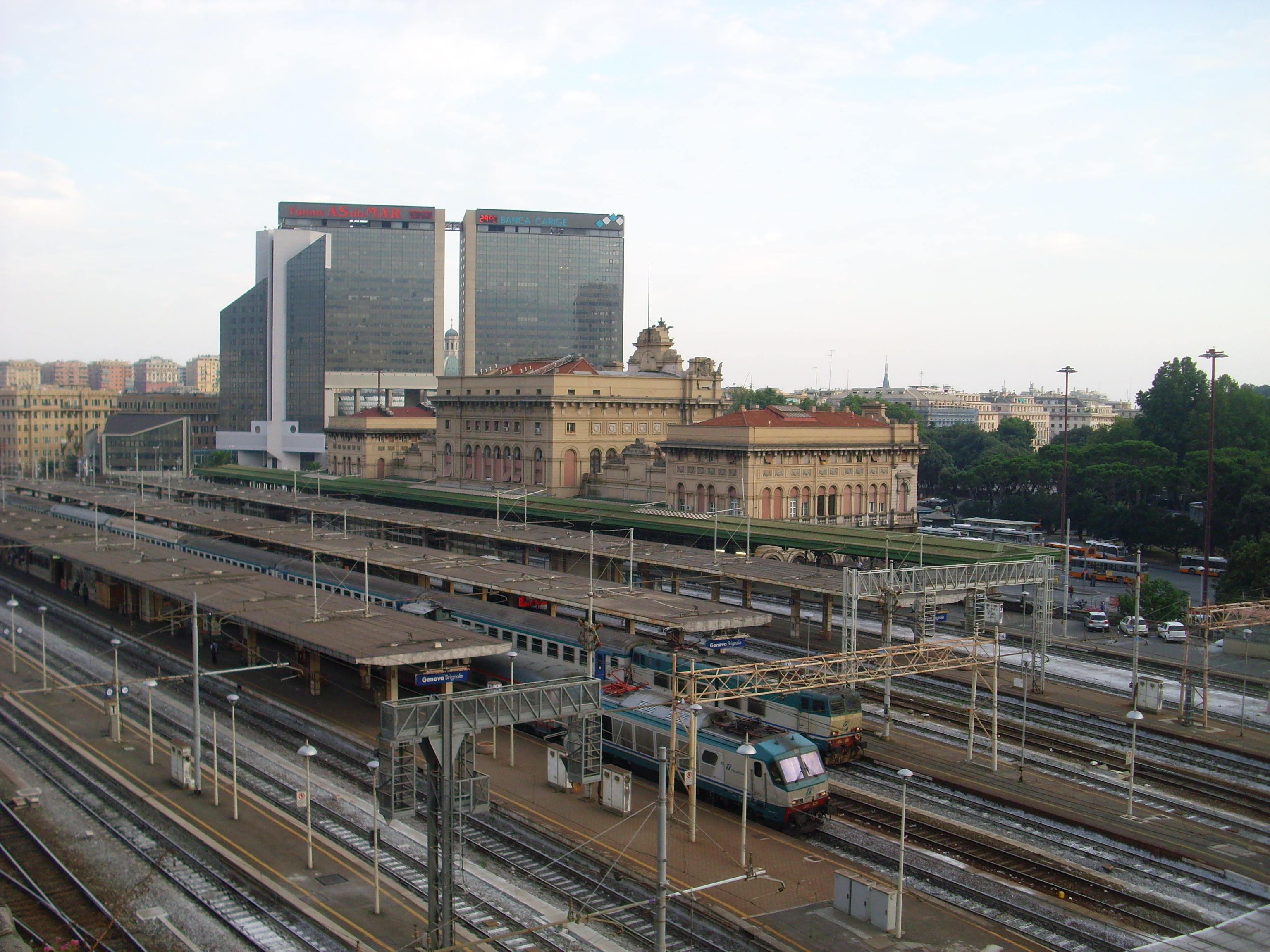
La stazione vista dalla soprastante via di Montesano
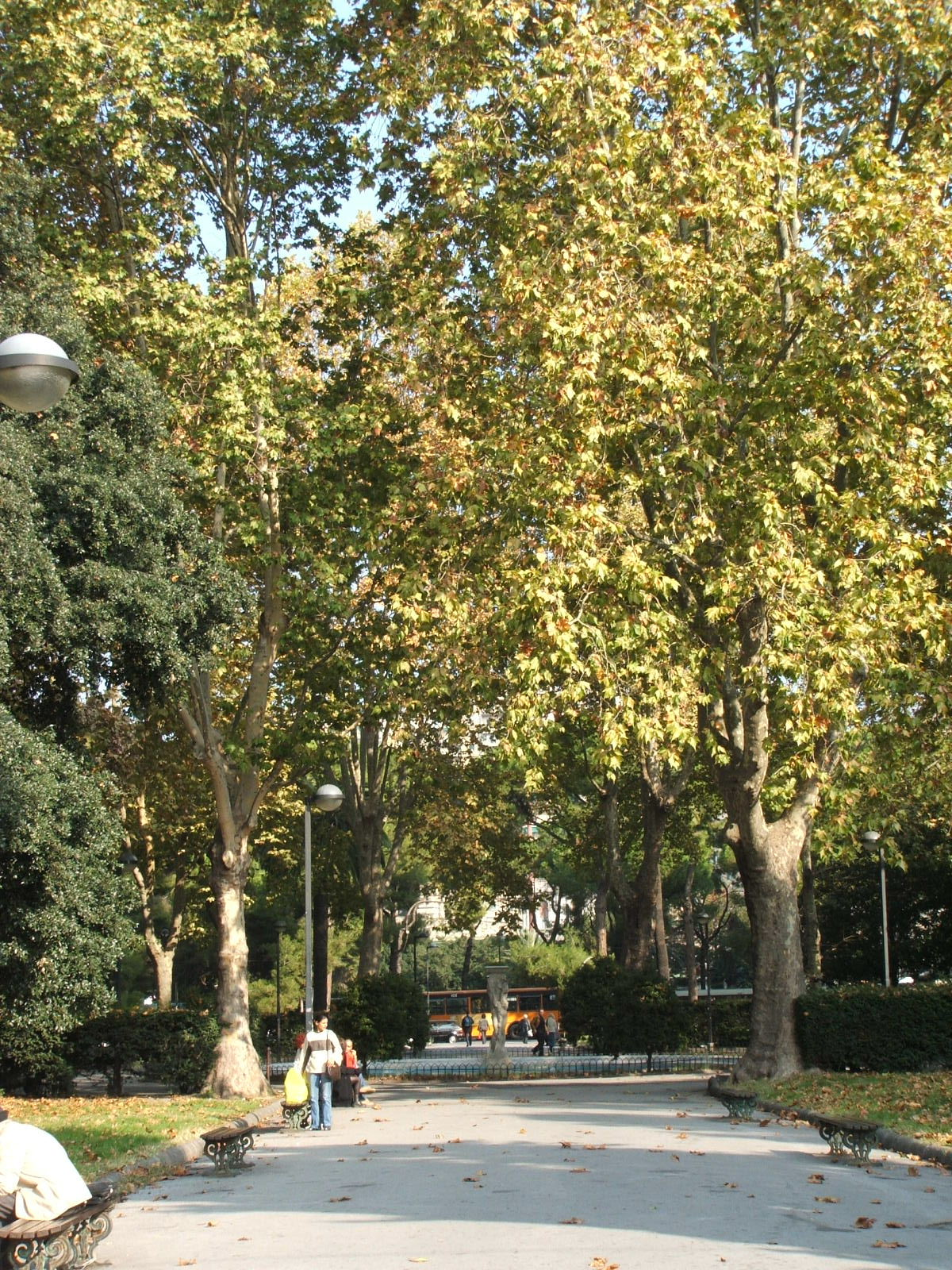
I giardini di viale Caviglia, antistanti la stazione
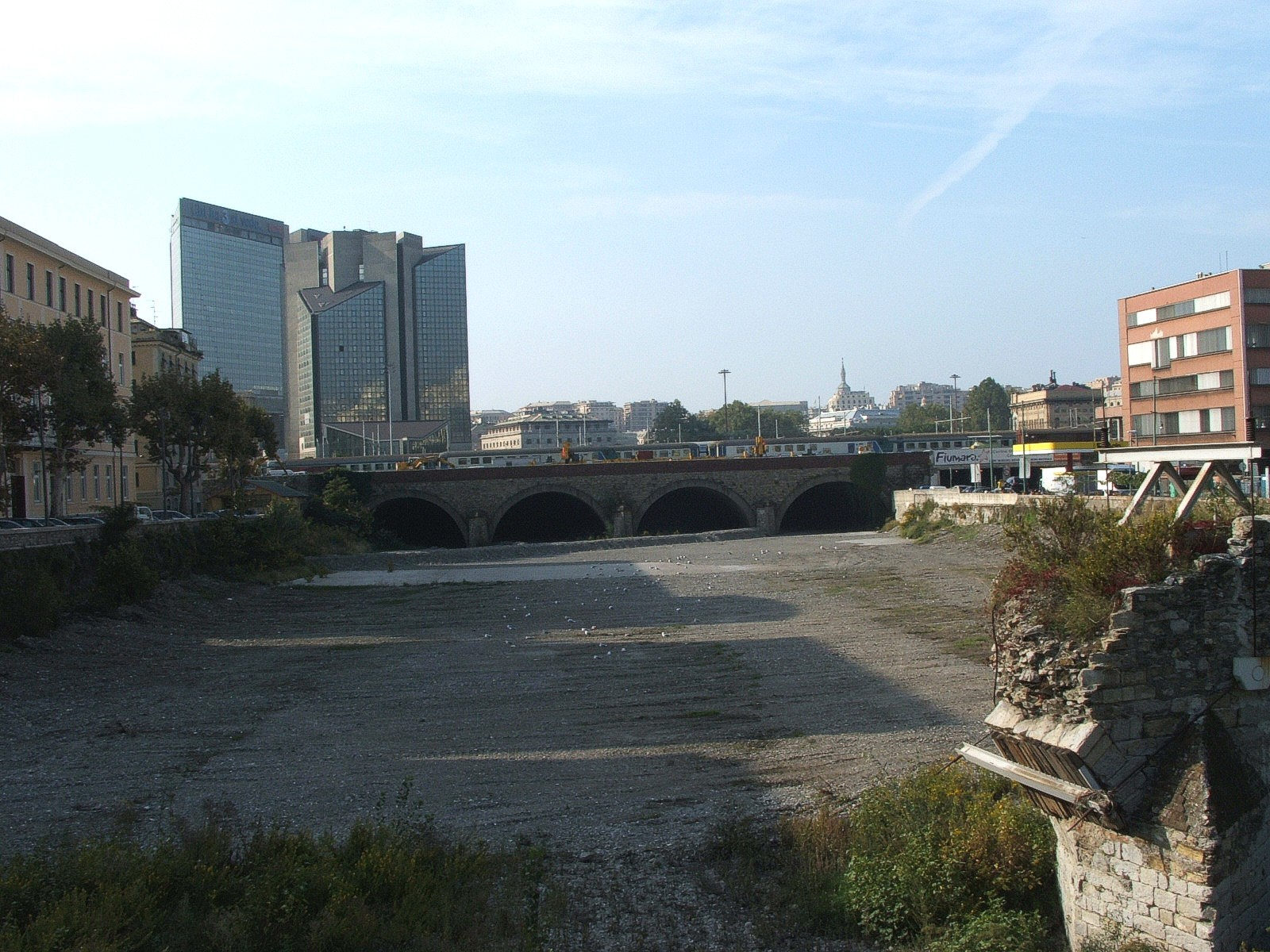
La linea ferroviaria a Brignole vista dal ponte di Borgo Incrociati sul torrente Bisagno; sulla sinistra i grattacieli della Corte Lambruschini
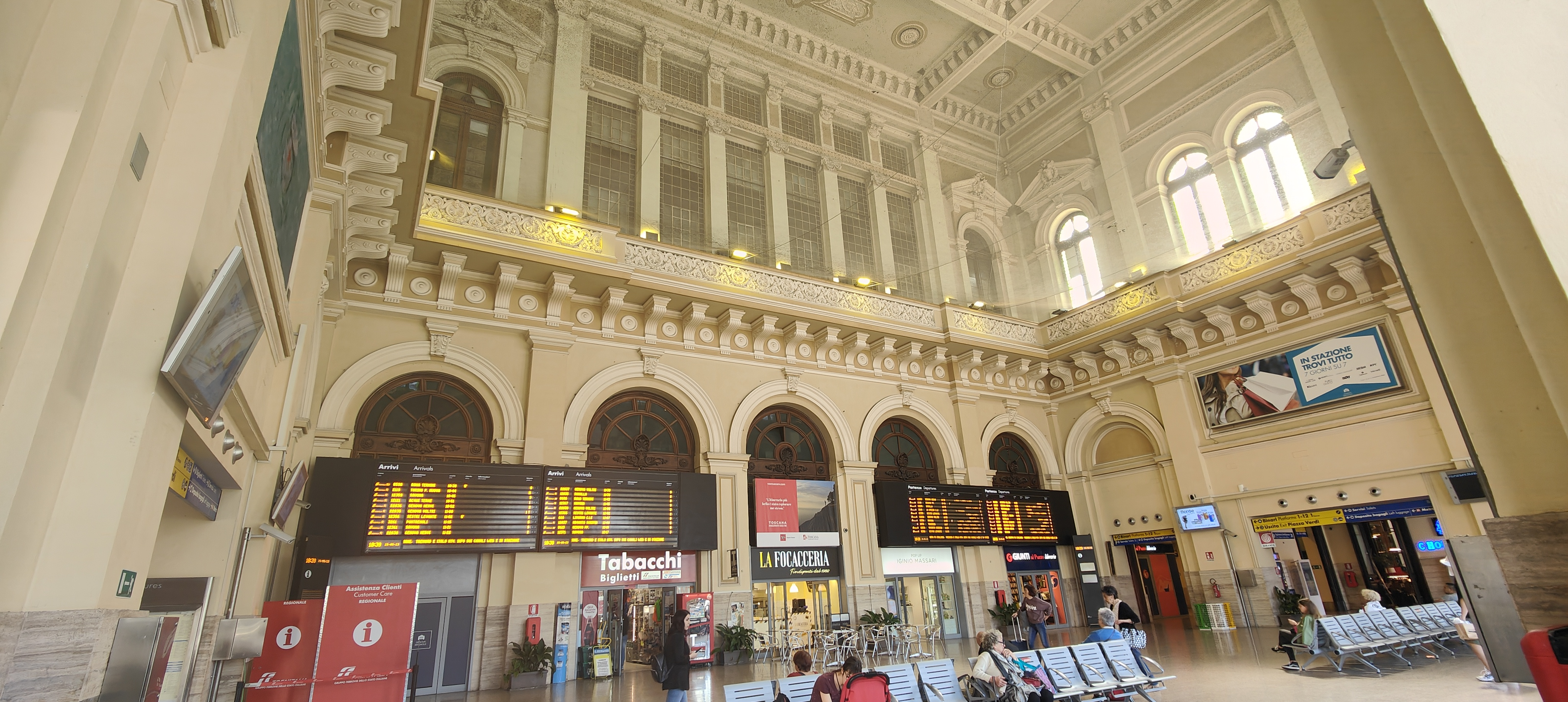
Atrio con biglietterie
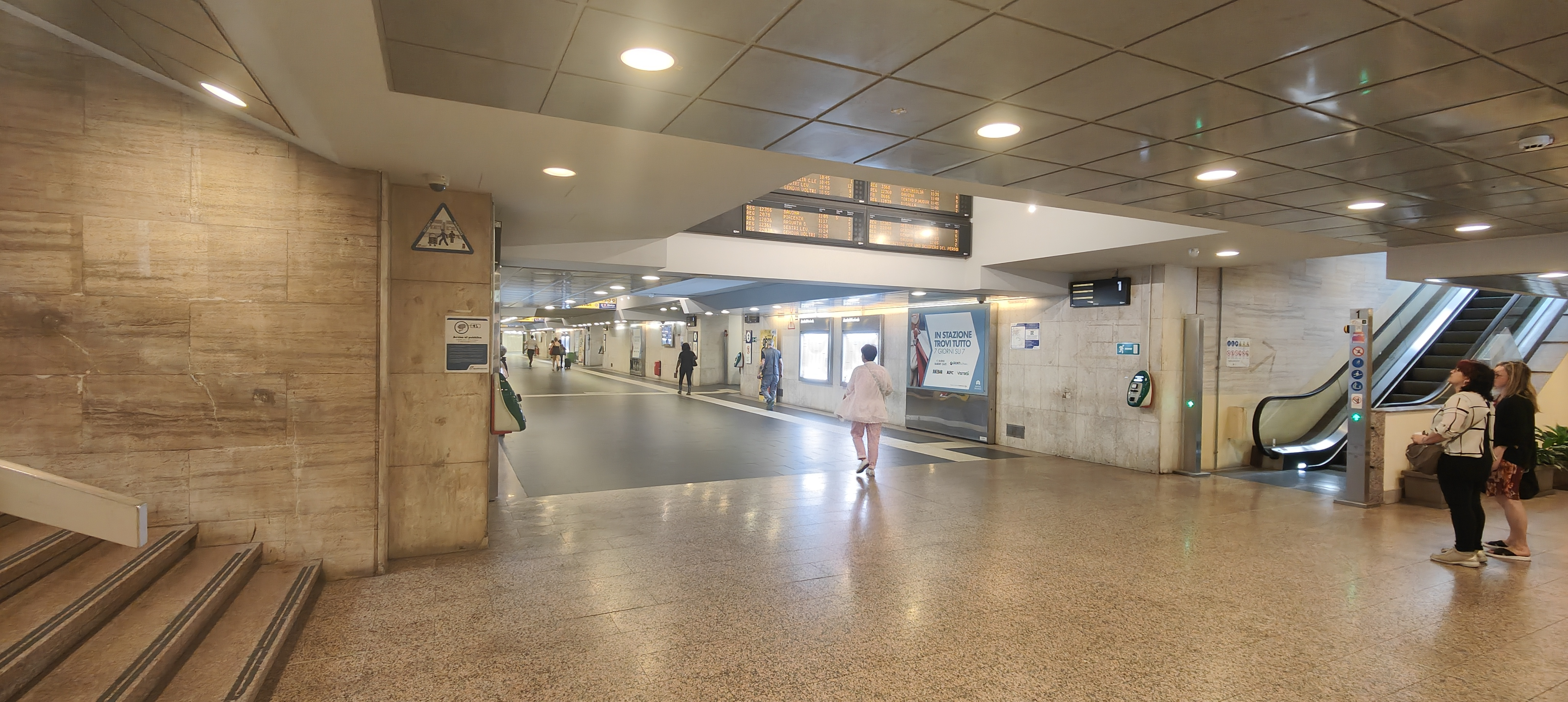
Corridoio sotterraneo che conduce al piano del ferro
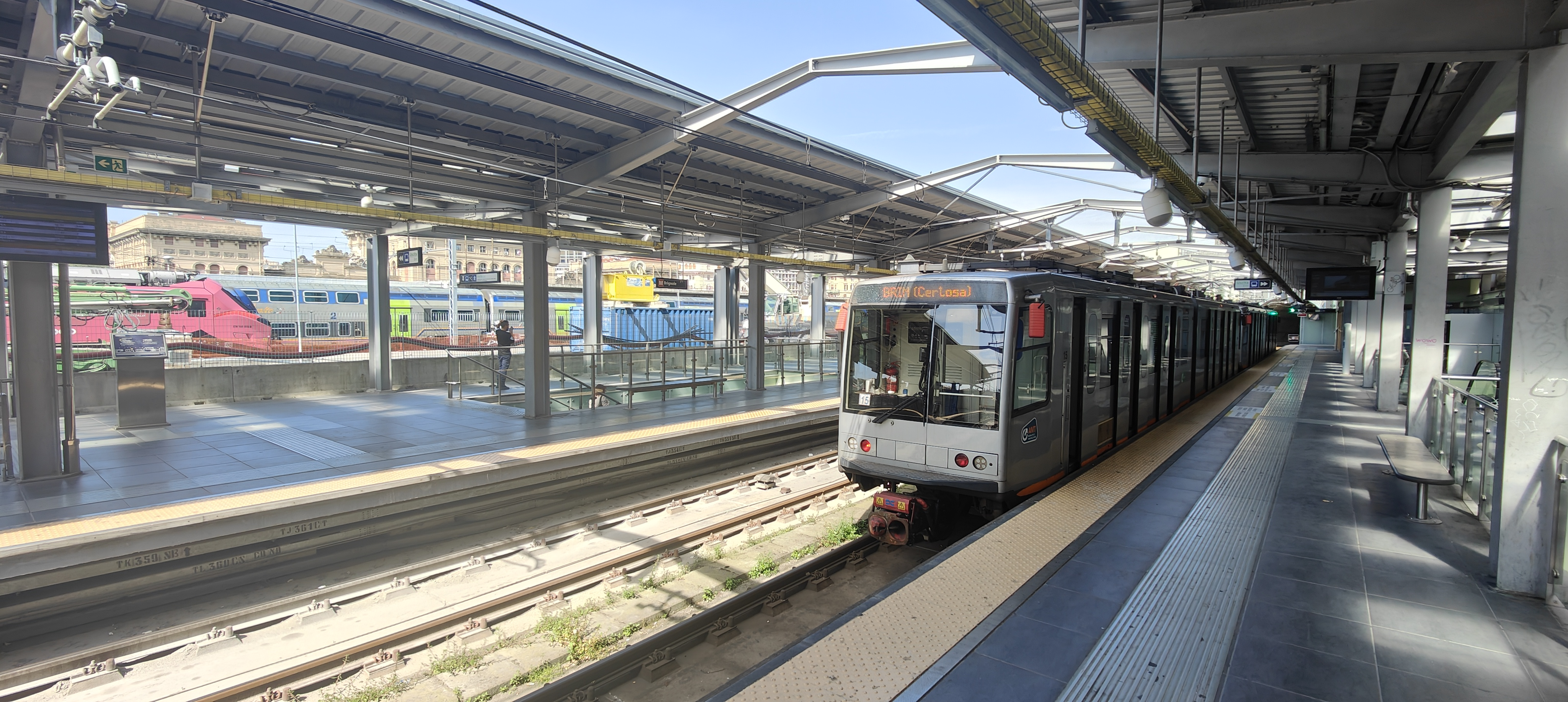
La Metro, sullo sfondo la stazione Trenitalia